# Bikin (település)
Bikin (oroszul: Бикин) határterületi alárendeltségű város Oroszország ázsiai részén, a Habarovszki határterületen. A Bikini járás székhelye, de nem tartozik a járáshoz.
Népessége: 17 154 fő (a 2010. évi népszámláláskor).

## Elhelyezkedése
A Habarovszki határterület legdélibb városa. Habarovszktól 215 km-re délre, a Szihote-Aliny nyugati előhegyeinek lábánál, a Bikin jobb partján helyezkedik el, a torkolattól kb. 20 km-re keletre. Vasútállomás a transzszibériai vasútvonal Habarovszk–Vlagyivosztok közötti szakaszán. A városon át vezet az „Usszuri” nevű A370-es főút. 

## Története
A vasútvonal építésekor, az állomás és a Bikin vasúti hídjának építésekor, 1895-ben keletkezett kozákok településeként. 1938-ban nyilvánították várossá, 1965-től járási székhely.
A várostól 36 km-re, az Usszurin átívelő hídnál közúti határátkelő van az orosz-kínai határon: Pokrovka–Zsaohe.
Gazdaságában a vasúthoz kapcsolódó tevékenység mellett jelentős szerepet játszik a fakitermelés és -feldolgozás.
Helytörténeti múzeumát, melynek többek között udege (a térség őslakosai) néprajzi gyűjteménye is van, 1979-ben alapították és 1984-ben nyitották meg.